# 천마총 금제 관식 (보물 제617호)
천마총 금제 관식(天馬塚 金製冠飾)은 대한민국 경상북도 경주시 국립경주박물관에 있는 신라의 장신구이다. 1978년 12월 7일 대한민국의 보물 제617호로 지정되었다.

## 개요
천마총은 경주 황남동고분 제155호 무덤으로 1973년 발굴하여 금관, 팔찌 등 많은 귀중한 유품들과 함께 천마 그림이 발견되어 천마총이라 부르게 되었다.
천마총 금제 관식(天馬塚 金製冠飾)은 널<관(棺)> 밖 머리쪽에 껴묻거리(부장품)가 들어있는 상자 뚜껑 위에서 발견되었다. 높이 23cm, 너비 23cm인 이 관식은 중앙에 새머리같이 생긴 둥근부분이 있고, 그 밑 좌우 어깨 위치에는 위로 솟는 날개 모양의 한 쌍이 있다.
몸체는 수직으로 내려오다 조금씩 좁아지면서 끝을 둥글게 처리하였다. 머리부분에는 나뭇잎 모양으로 2개의 구멍을 뚫었고, 좌우 날개에서 몸통부분까지 5개의 구멍을 나뭇잎 모양으로 뚫었다. 아래의 방패형으로 된 부분에는 장식이 없지만, 그 윗부분에는 약 150개의 원형 장식을 한 줄에 연결해서 달았다.
전체를 세로로 반으로 접었던 흔적이 있으며, 밑에는 못 구멍이 하나 나있어 어떠한 형태로 쓰였던 것인지 분명하지 않다. 

## 같이 보기
- 천마총

## 참고 자료
- 천마총 금제 관식 - 국가유산청 국가유산포털